# فروست بنك سنتر
فروست بنك سنتر (بالإنجليزية: Frost Bank Center)‏ هي ساحة داخلية متعددة الأغراض على الجانب الشرقي من سان أنطونيو، تكساس، الولايات المتحدة. فهي موطن فريق سان أنطونيو سبيرز التابع لاتحاد كرة السلة الوطني.